# HMS Mignonette (K38)
HMS Mignonette (K38) je bila korveta razreda flower Kraljeve vojne mornarice, ki je bila operativna med drugo svetovno vojno.

## Zgodovina
15. julija 1943 je korveta sodelovala pri potopitvi nemške podmornice U-135 in 21. aprila 1945 pri potopitvi podmornice U-1199. Leta 1946 so ladjo prodali; čez dve leti je bila ponovno prodana, jo preuredili v trgovsko ladjo in jo preimenovali v Alexandrouplis. Ladja se je potopila 30. novembra 1948.